# Can't Get There from Here
Durante la grabación de Fables la banda fue a Londres para el invierno. Esto dio al álbum una nueva identidad misteriosa y de leyenda. Este fue el primer sencillo y, a pesar de haber fallado en las listas más importantes llegó al #14 en los Mainstream Rock Tracks, la mejor posición de la banda en esta lista hasta entonces. 

## Canciones

### RU, EU y Canadá "7 Vinilo
5:22
1. Can't Get There From Here (Radio)
2. Bandwagon 

### RU y Holanda "12 Vinilo
10:10
1. Can't Get There From Here 
2. Bandwagon 
3. Burning Hell
- Datos: Q3655604